# Ratpenat orellut septentrional

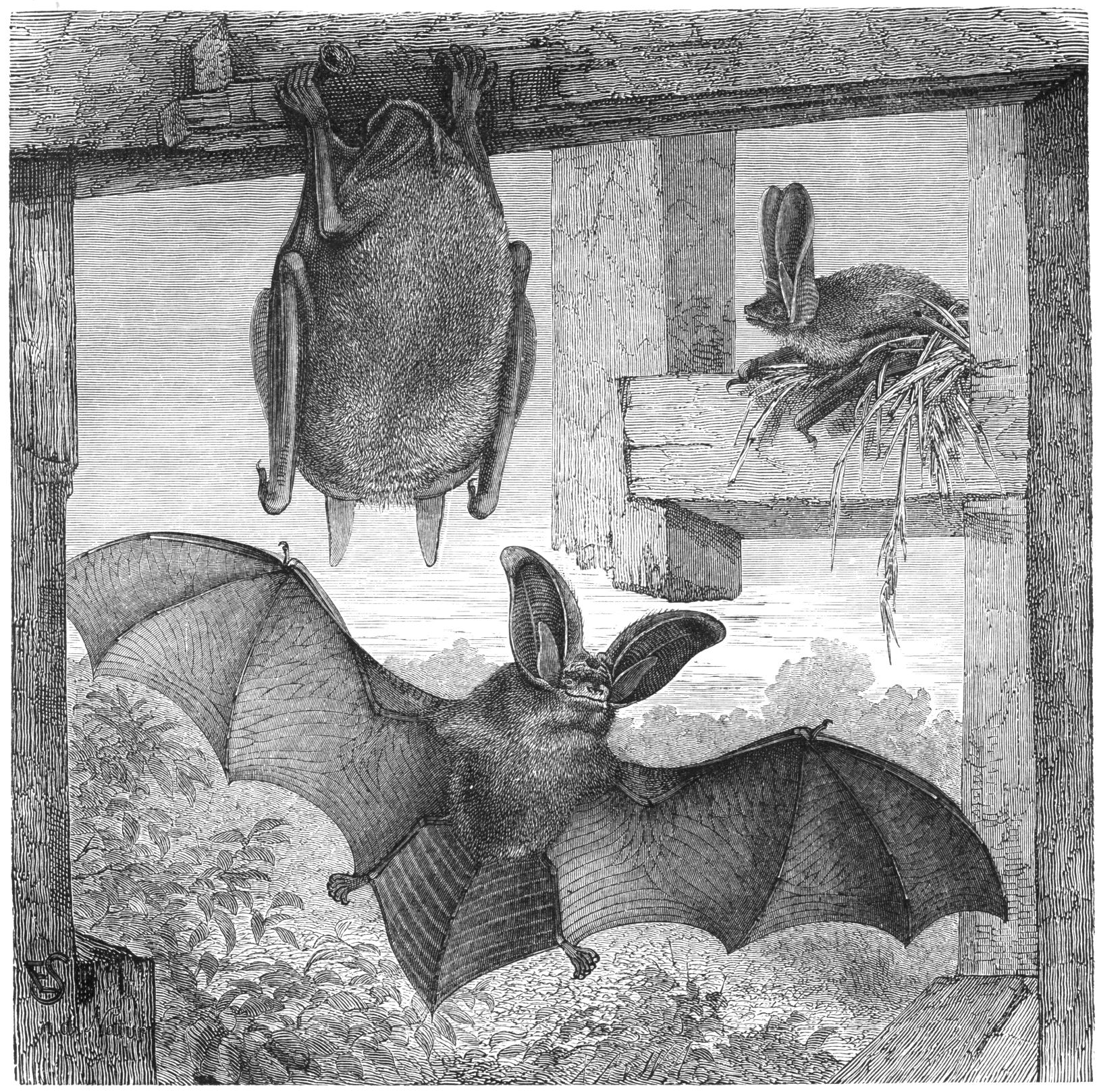
Il·lustració del ratpenat orellut septentrional.

El ratpenat orellut septentrional (Plecotus auritus), igual que el ratpenat orellut meridional, es caracteritza per les grans dimensions de les orelles, gairebé tan llargues com el cos.

## Descripció
Els seus pavellons auditius, molt fins, es toquen per sobre el front a nivell de la base i a la vora anterior, que està coberta de pèls, tenen una protuberància en forma de botó característica. El tragus és llarg, en forma de llanceta i té una amplada màxima de 5 mm. L'animal solament aixeca les orelles poc abans d'emprendre el vol, però un cop en l'aire les manté plegades enrere. En posició de dormir les plega sobre el cos i deixa que el tragus pengi.
El pelatge és llarg, marró grisós clar amb tonalitats daurades pel dors i blanquinós pel ventre. El musell és marró clar i, a tots dos costats del coll, al límit entre la coloració dorsal i la ventral, sol presentar una taca també més clara. Les orelles i les membranes alars són del mateix color que el dors i el tragus és de coloració més clara que el pavelló de l'orella. Les cries són de color gris clar i tenen el rostre fosc.
Dimensions corporals: cap + cos (41 -55 mm), cua (33 - 60 mm), avantbraç (35 -43 mm) i envergadura alar (240 - 285 mm).
Pes: 5 - 11 g.

## Hàbitat
Boscos poc frondosos. Tot i que no es manté lligat als assentaments humans, també se'l pot trobar en parcs i jardins de pobles i ciutats.
Els seus refugis preferits són els forats dels troncs dels arbres, però també s'instal·la en cavitats subterrànies i edificis, especialment a l'hivern.

## Costums
Sol sortir a caçar una mica tard, quan ja és ben fosc, amb un vol lent i oscil·lant però molt hàbil en espais reduïts, entre els 5 i els 6 m d'alçada.
Pot conviure amb el ratpenat de bosc.

## Sinònims
- bonapartii, Gray, 1838
- brevimanus, Jenyns, 1829
- communis, Lesson, 1827
- cornutus, Faber, 1826
- europaeus, Leach, 1816
- megalotos, Schinz, 1840
- montanus, Koch, 1865
- otus, Boie, 1825
- peronii, I. Geoffroy, 1832
- typus, Koch, 1865
- velatus, I. Geoffroy, 1832
- vulgaris, Desmarest, 1829

## Subespècies
- P. auritus auritus, Linnaeus, 1758.
- P. auritus begognae, de Paz, 1994.
- P. auritus homochrous, Hodgson, 1847.
- P. auritus sacrimontis, G. M. Allen, 1908.
- P. auritus uenoi, Imaizumi i Yoshiyuki, 1969.

## Espècies semblants
El ratpenat orellut meridional té el tragus del mateix color que el pavelló de l'orella i d'una amplada màxima de 6 mm.

## Galeria d'imatges

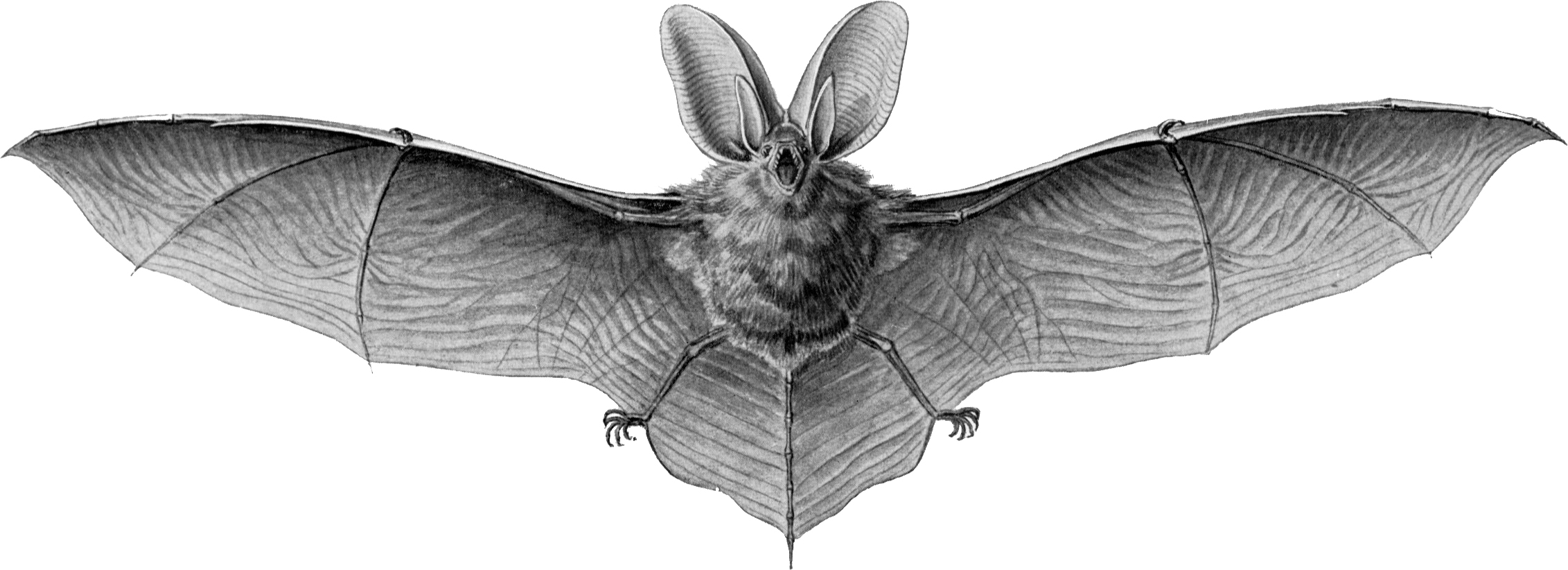
Il·lustració d'Ernst Haeckel.
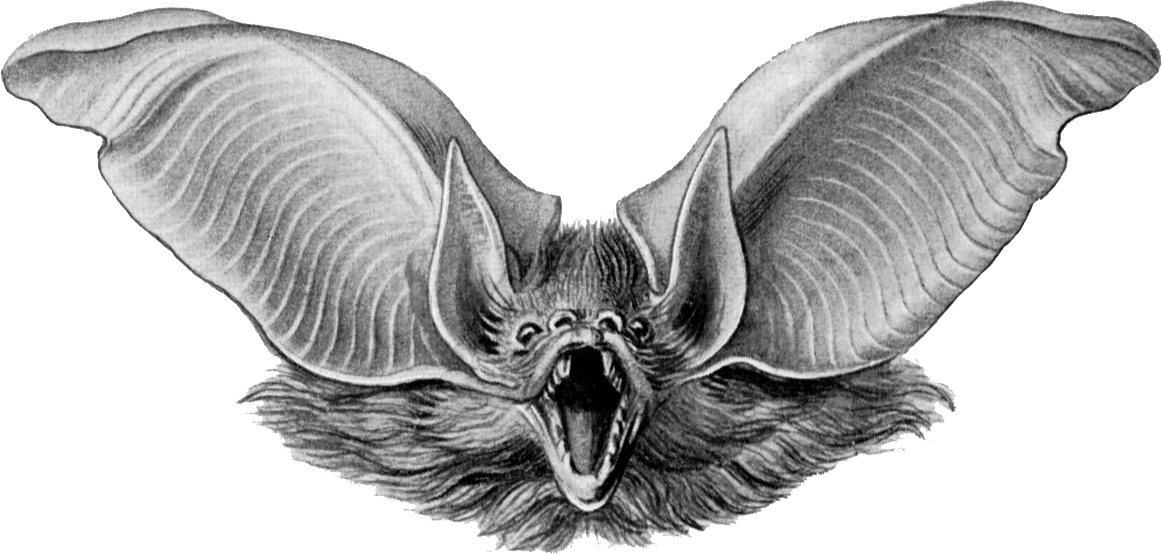
Detall del cap.
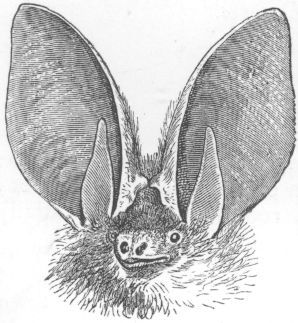
Il·lustració de R. A. Sterndale, 1884.